# PlayStation Studios Mobile
PlayStation Studios Mobile — подразделение PlayStation Studios, отвечающее за разработку игр на мобильных устройствах.

## История
26 мая 2021 года президент Sony Interactive Entertainment Джим Райан, на встрече с инвесторами объявил об активном исследовании мобильного рынка для непосредственного производства мобильных игр по франшизам PlayStation Studios. 12 октября 2021 года стало известно, что вакансию президента мобильного подразделения занял бывший глава Apple Arcade Никола Себастьяни.
В апреля 2022 года были наняты: ветеран Kabam Крис Дэвис в качестве главы развития мобильного бизнеса и бывший исполнительный директор Meta и Zynga Оливье Куртеманш в качестве руководителя отдела мобильных продуктов.
29 августа 2022 года президент PlayStation Studios Хермен Хюльст сообщил о покупке игровой компании Savage Game Studios, которая занимается производством мобильных игр, а также заявил о существовании нового независимого подразделения PlayStation Studios Mobile, под руководством Никола Себастьяни.
В июне 2023 года с поста руководителя ушёл Никола Себастьяни, сыгравший одну из ключевых ролей в приобретении студии Savage Game Studios. В том же месяце подразделение возглавили Крис Дэвис и Оливье Куртеманш, которые ранее были старшими директорами студии.

## Разработанные игры
| Год      | Название                             | Студия                                | Прим.         |
| -------- | ------------------------------------ | ------------------------------------- | ------------- |
| 2005     | Ratchet & Clank: Going Mobile!       | Handheld Games                        | [ 10 ] [ 11 ] |
| 2007     | God of War: Betrayal                 | Javaground, Sony Online Entertainment | [ 12 ]        |
| 2013     | Knack’s Quest                        | Japan Studio                          | [ 13 ]        |
| 2013     | Ratchet & Clank: Before the Nexus    | Darkside Game Studios, Inc.           | [ 14 ]        |
| 2013     | Bentley’s Hackpack                   | Sanzaru Games Inc.                    |               |
| 2013     | PlayStation All-Stars Island         | Zoink Games                           | [ 15 ]        |
| 2014     | PlayStation Vita Pets: Puppy Parlour | Lucid Games Ltd.                      | [ 16 ]        |
| 2014     | CounterSpy                           | Dynamighty, Inc.                      |               |
| 2014     | Run Sackboy! Run!                    | Firesprite                            |               |
| 2014     | Entwined: Challenge                  | PixelOpus                             |               |
| 2016     | Invizimals: Battle of the Hunters    | Novarama Technology S.L.              |               |
| 2016     | Uncharted: Fortune Hunter            | Playspree                             | [ 17 ]        |
| отменена | Безымянная игра-сервис               | Neon Koi                              | [ 18 ] [ 19 ] |